# Tormentil
Tormentil (Potentilla erecta) is een plant uit de rozenfamilie (Rosaceae). Hij heeft liggende, maar niet wortelende stengels en bereikt een lengte van 10–30 cm. De soort komt voor op zandgronden, in moerassen en in het duingebied.
De bloem is geel en heeft een doorsnede van 0,7-1,1 cm. Er zijn vier kroonblaadjes, die ingekeept zijn. De kroonblaadjes zijn langer dan de kelkblaadjes. De bloem bevat veel meeldraden.
De bloemen vormen losse bijschermen op lange, slanke stelen. De tormentil bloeit van mei tot augustus of september.
De bladeren zijn driedelig. De grondstandige bladeren hebben een lange steel, de bovenste bladeren zijn zittend of kortgesteeld. Elk blad bestaat uit drie deelblaadjes, die omgekeerd eirond zijn en grofgetand. De steunblaadjes zijn bladachtig en handvormig gelobd.
De tormentil draagt hoofdjes van vruchtjes.

## Syntaxonomie
Tormentil is een kensoort voor de klasse van heischrale graslanden (Nardetea).
Het is tevens een indicatorsoort voor struisgrasvegetaties (ha) subtype Struisgraslanden, een karteringseenheid in de Biologische Waarderingskaart (BWK) van Vlaanderen en het Brussels Hoofdstedelijk Gewest.

## Gebruik
De dikke wortel is zowel als medicijn tegen bloedingen, als voedsel, en als rode verf voor leer gebruikt. In Beieren wordt uit de wortel een likeur "Blutwurz" gemaakt.

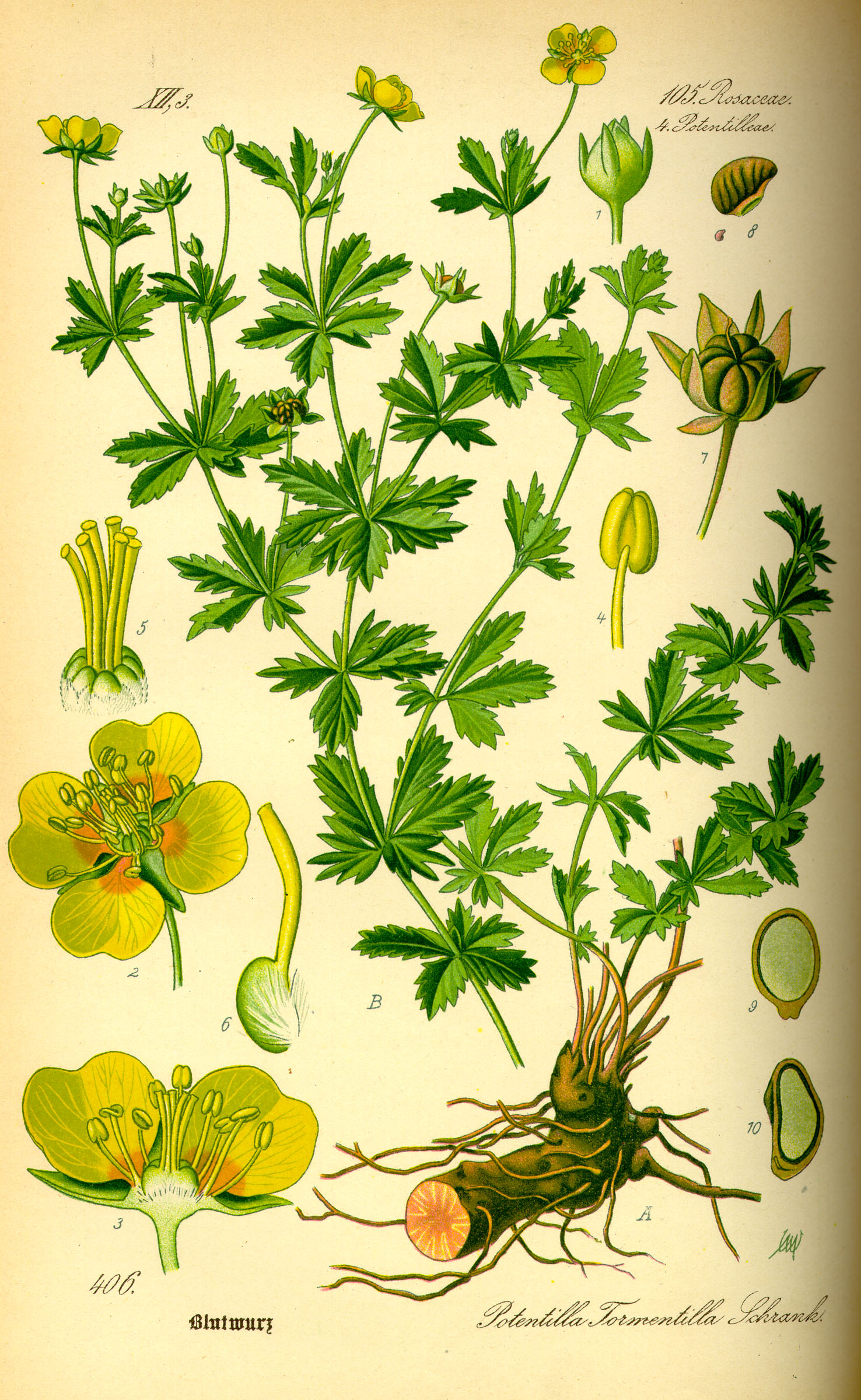
Illustratie
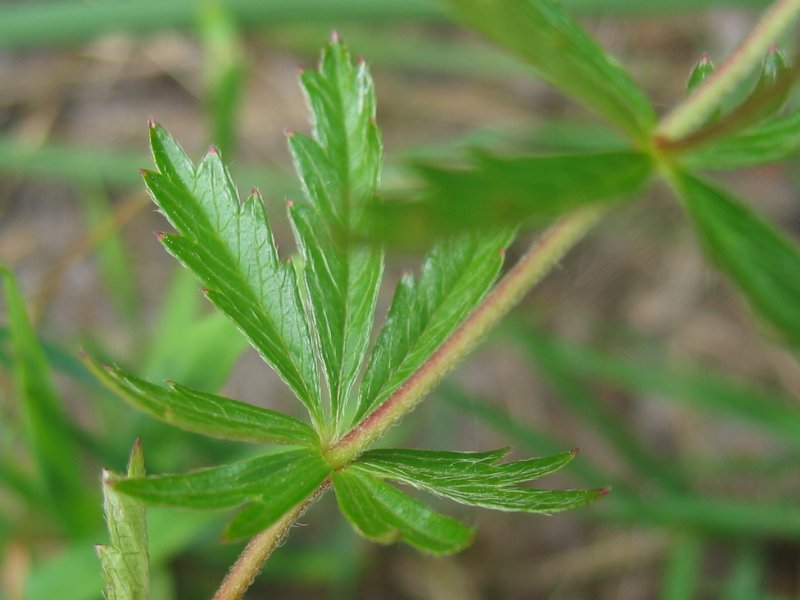
Voorkant blad
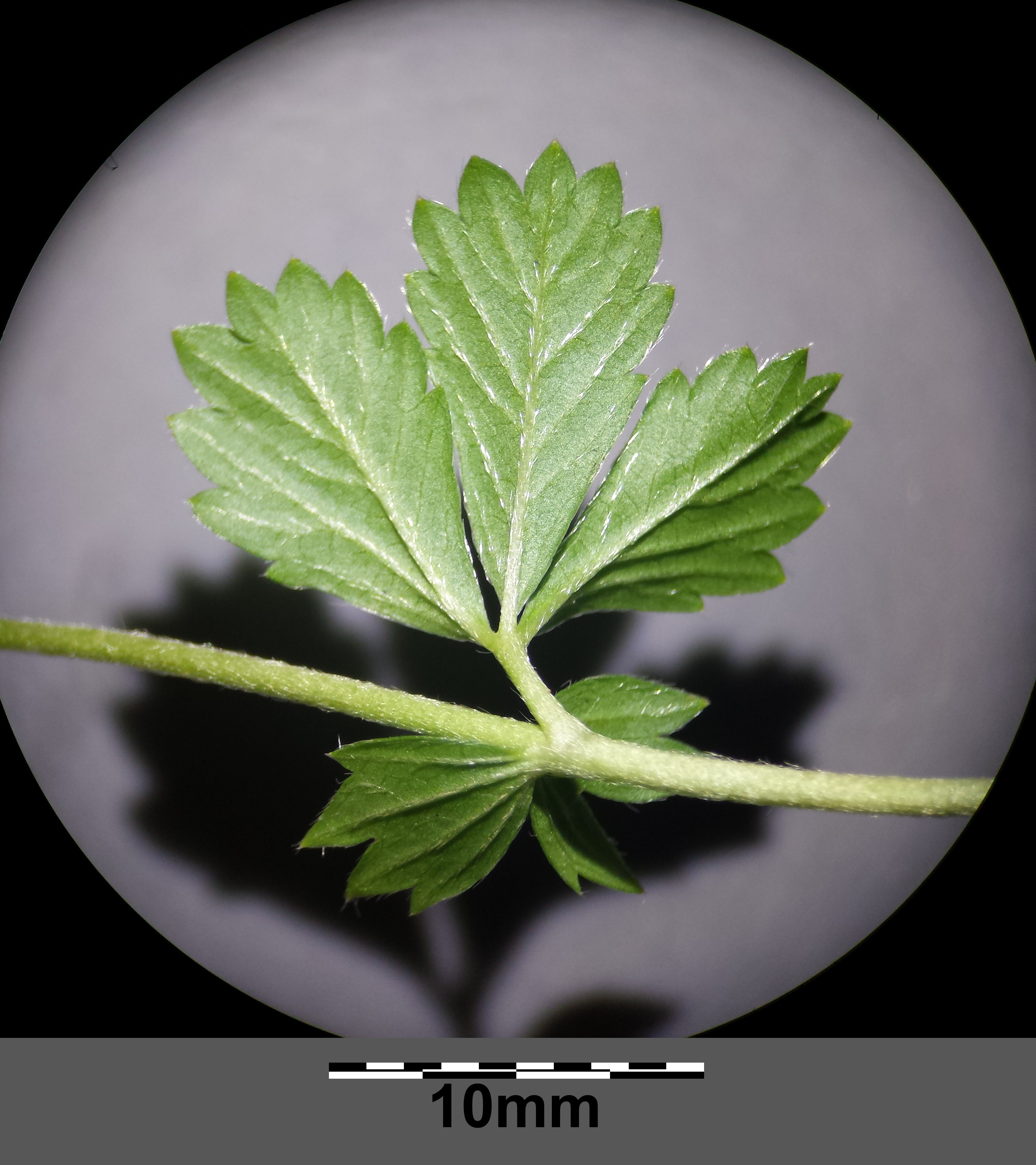
Achterkant blad
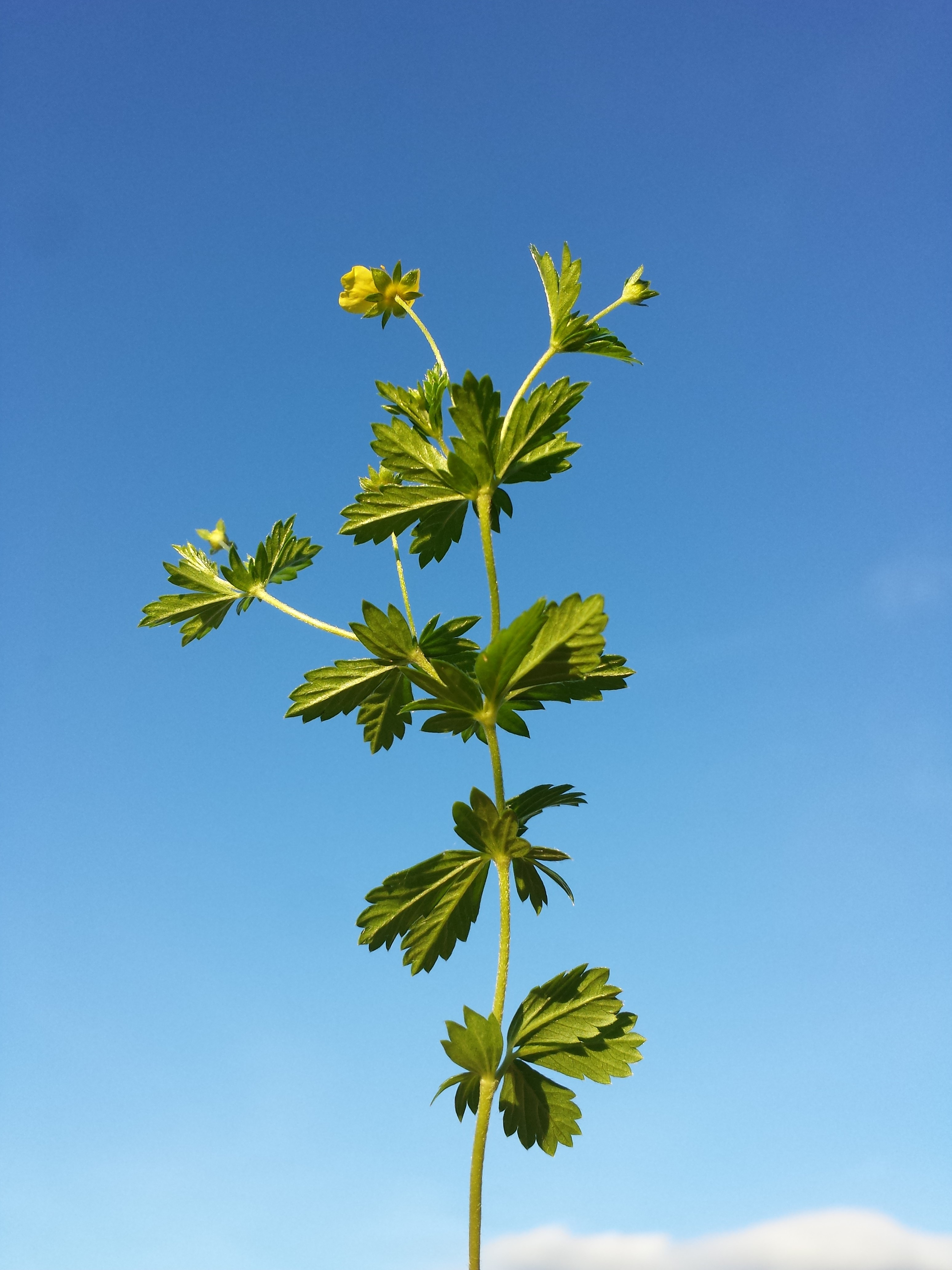
Bloeiwijze
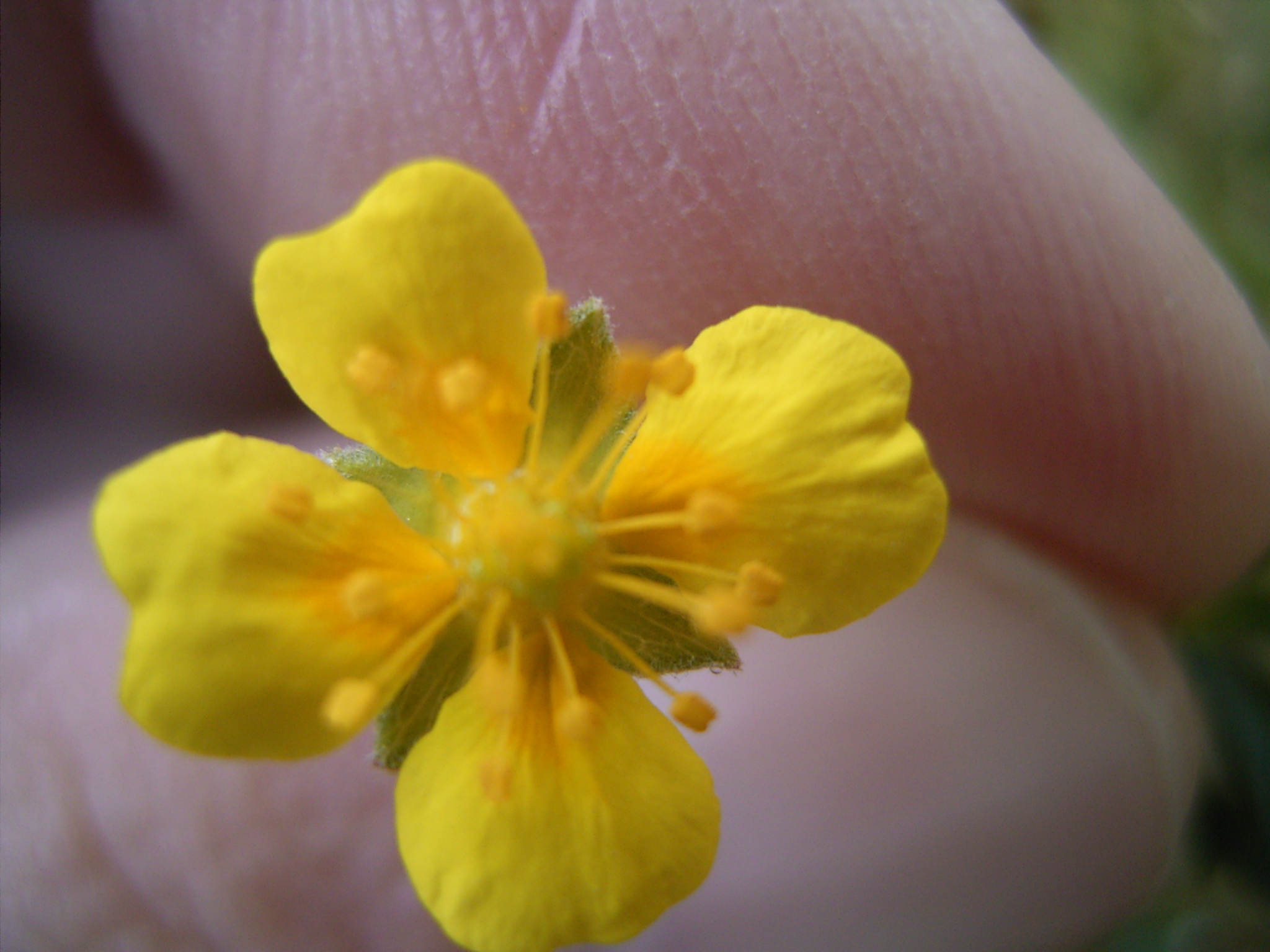
Bloem
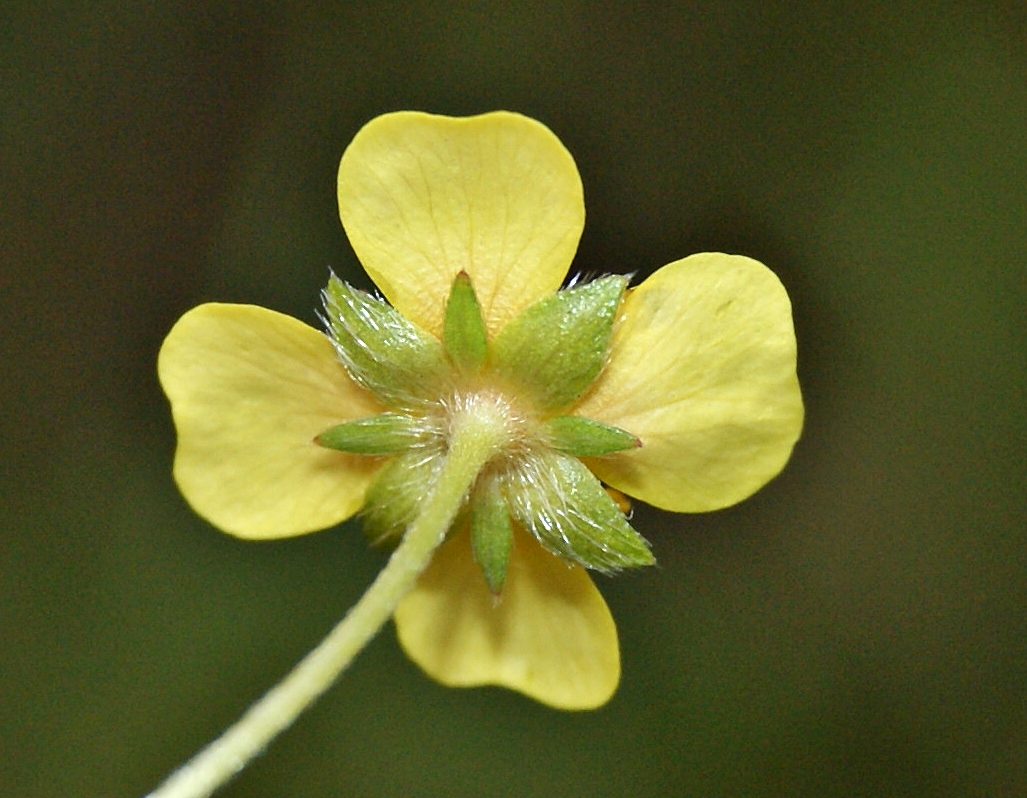
Kelk
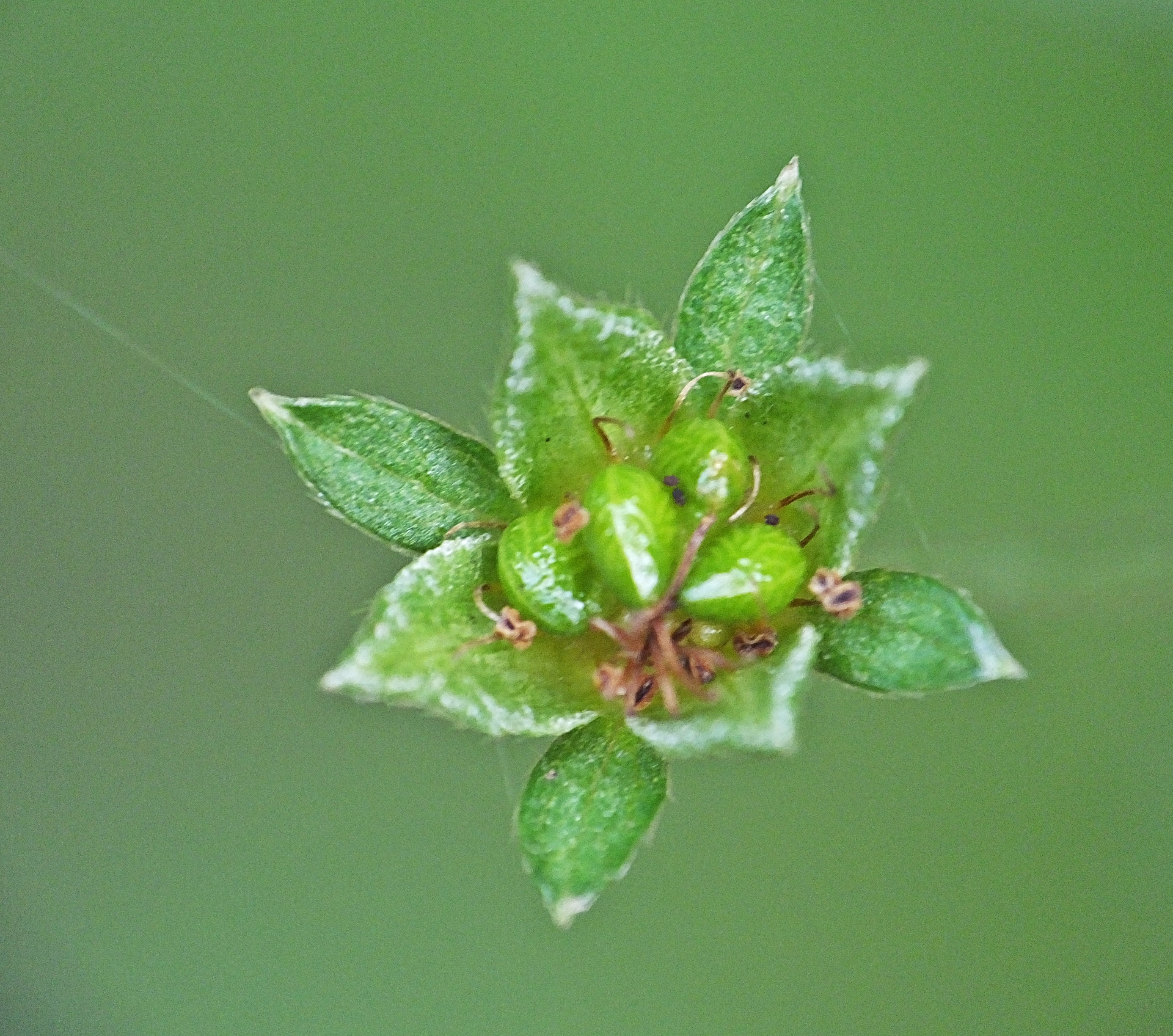
Vruchten
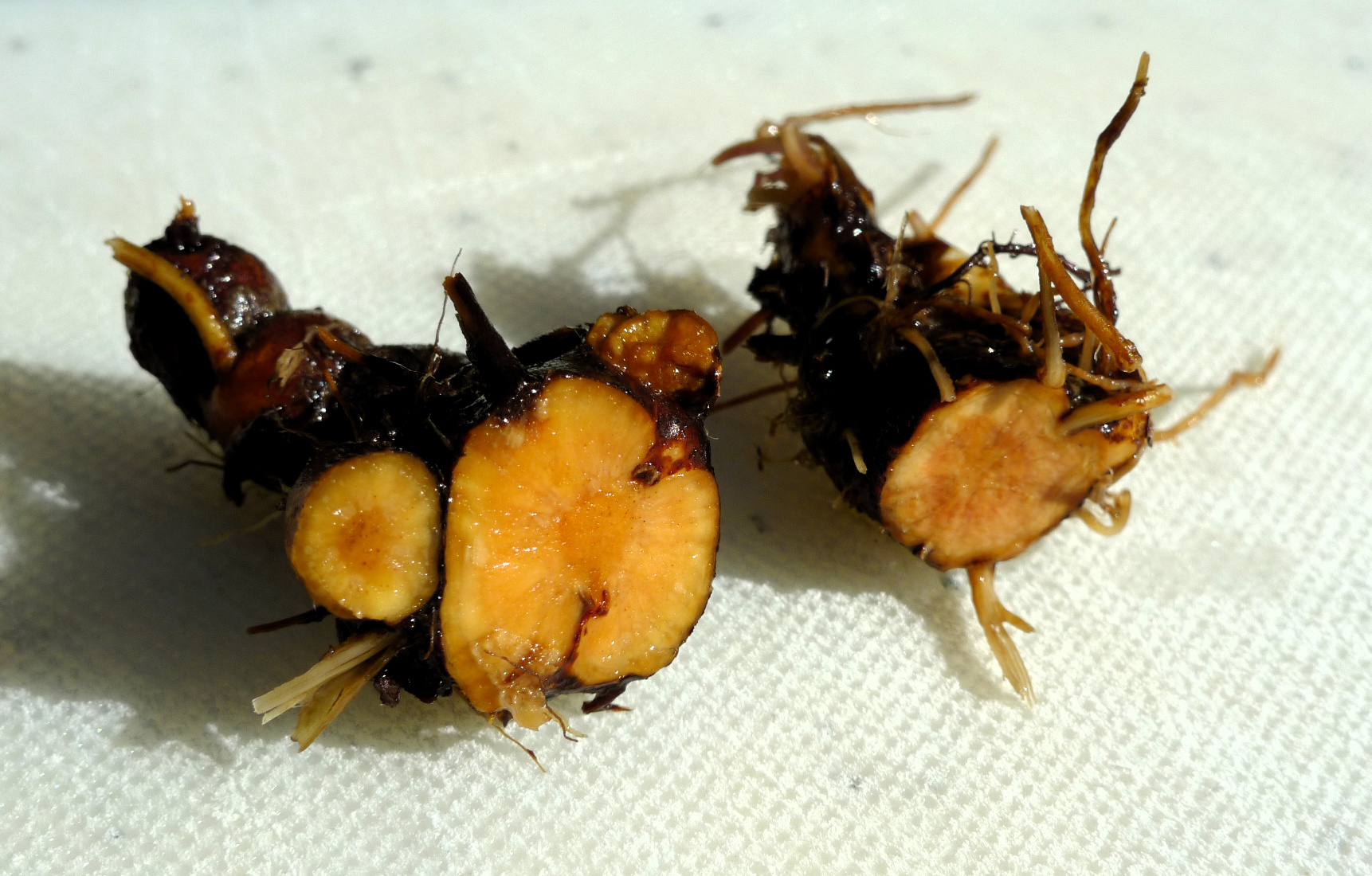
Wortel